# Liatris
Liatris este un gen de plante din familia Asteraceae, ordinul Asterales.
Liatris (nume comun: aprins-star, Gay-pene sau Buton snakeroot) este un gen de plante ornamentale din familia Asteraceae, native în America de Nord, Mexic, și Bahamas. [1] Aceste plante sunt folosite ca un popular pentru buchete de flori de vară. Ele sunt perennials, supraviețuitor de iarnă sub formă de cepe. [1] Liatris specii sunt utilizate ca alimente plante de larve de Lepidoptera unele specii, inclusiv Schinia gloriosa, Schinia sanguinea (ambele din care hrana pentru animale exclusiv pe genul), Schinia tertia și Schinia trifascia.

## Caractere morfologice
- Tulpina

- Frunza

- Florile

- Semințele

## Specii
Clasificarea este în Liatris trib Eupatorieae din ASTER familie. Ca și alți membri ai acestui trib, floarea șefii au florets disc și nu cu raze florets. Liatris este în subtribe Liatrinae împreună cu, de exemplu, Trilisa [2] și Carphephorus. [2] Liatris este strâns legată de Garberia din Florida, dar pot fi deosebite, deoarece acesta din urmă este un arbust și are o altă karyotype. [3] [modifică] Specii Există 37 de specii de Liatris. [1]
o parte din lista speciilor:
Liatris acidota 
Liatris aestivalis 
Liatris aspera - rough gayfeather 
Liatris bracteata 
Liatris chapmanii 
Liatris cokeri 
Liatris compacta 
Liatris cylindracea - Ontario blazing star 
Liatris cymosa 
Liatris elegans - pinkscale blazing star 
Liatris elegantula 
Liatris garberi 
Liatris gholsonii 
Liatris glandulosa 
Liatris gracilis 
Liatris graminifolia- grass-leafed blazing star 
Liatris helleri 
Liatris hirsuta 
Liatris laevigata 
Liatris lancifolia 
Liatris ligulistylis - meadow blazing star 
Liatris microcephala - dwarf gayfeather 
Liatris odoratissima - deerstongue 
Liatris ohlingerae 
Liatris oligocephala 
Liatris patens 
Liatris pauciflora 
Liatris pilosa 
Liatris provincialis 
Liatris punctata - dotted blazing star 
Liatris pycnostachya - prairie blazing star 
Liatris savannensis 
Liatris spicata -dense blazing star 
Liatris squarrosa- Earl's blazing star 
Liatris squarrulosa - southern blazing star 
Liatris tenuifolia Florida blazing star 
Liatris tenuis 
Liatris virgata